# Cherry (Familienname)
Cherry ist ein englischer Familienname.

## Namensträger
- Apsley Cherry-Garrard (1886–1959), britischer Polarforscher
- Byron Cherry (* 1955), US-amerikanischer Schauspieler
- Caroline Janice Cherry, Geburtsname von C. J. Cherryh (* 1942), US-amerikanische Autorin
- Chloe Cherry (* 1997), US-amerikanische Schauspielerin
- Colin Cherry (Edward Colin Cherry; 1914–1979), britischer Kognitionswissenschaftler
- Damu Cherry (* 1977), US-amerikanische Hürdenläuferin
- Deron Cherry (* 1959), US-amerikanischer American-Football-Spieler
- Don Cherry (Popsänger) (Donald Ross Cherry; 1924–2018), US-amerikanischer Popsänger und Golfspieler
- Don Cherry (Eishockeyspieler) (Donald Stewart Cherry; * 1934), kanadischer Eishockeyspieler, -trainer und Sportkommentator
- Don Cherry (Musiker) (Donald Eugene Cherry; 1936–1995), US-amerikanischer Jazz-Musiker
- Eagle-Eye Cherry (* 1968), schwedischer Sänger
- Ed Cherry (* 1954), US-amerikanischer Jazzmusiker
- Francis Cherry (1908–1965), US-amerikanischer Politiker (Arkansas)
- Gordon Cherry (1931–1996), britischer Akademiker
- Helen Cherry (1915–2001), britische Film- und Theaterschauspielerin
- Jake Cherry (* 1996), US-amerikanischer Darsteller
- Joanna Cherry (* 1966), schottische Politikerin und Juristin
- John A. Cherry (* 1941), kanadischer Hydrogeologe
- John D. Cherry (* 1951), US-amerikanischer Politiker (Michigan)
- Jonathan Cherry (* 1978), kanadischer Schauspieler
- Kittredge Cherry (* 1957), US-amerikanische Autorin und Theologin
- Lorinda Cherry (1945–2022), US-amerikanische Informatikerin
- Marc Cherry (* 1962), US-amerikanischer Autor
- Matthew A. Cherry (* 1981), US-amerikanischer Regisseur und ehemaliger American-Football-Spieler
- Michael Cherry (* 1995), US-amerikanischer Sprinter
- Moki Cherry (1943–2009), schwedische bildende Künstlerin und Designerin
- Neneh Cherry (* 1964), schwedische Sängerin
- Nicole Cherry (* 1998), rumänische Pop- und Reggae-Sängerin
- R. Gregg Cherry (1891–1957), US-amerikanischer Politiker (North Carolina)
- Thomas Cherry (1898–1966), australischer Mathematiker
- Trevor Cherry (1948–2020), englischer Fußballspieler und -trainer
- Vivian Cherry (1920–2019), US-amerikanische Fotografin
- Wendell Cherry (1935–1991), US-amerikanischer Rechtsanwalt, Unternehmer, Kunstsammler und Mäzen
- Will Cherry (* 1991), US-amerikanischer Basketballspieler
- Zach Cherry (* 1987), amerikanischer Improvisationskomiker und Schauspieler